# 恋のフーガ
「恋のフーガ」（こいのフーガ）は、1967年に発表されたザ・ピーナッツの楽曲。「恋のオフェリア」/「恋のロンド」などの「恋」シリーズの楽曲の一つであった。
2003年8月に小柳ゆき、2005年2月にはW（ダブルユー）がカバーした。このため本項では便宜上それらのカバーバージョンについても記述する。

## 概要
本曲はタイトルに「フーガ」とあるが、音楽学上の定義ではフーガの形式を採っていない。編曲を担当した宮川泰は当初、フーガのイメージを出すアレンジを試みたが行き詰ってしまい、吹っ切って「少し怖い感じ」にアレンジした。
イントロダクションの演奏にティンパニを使用したことによる切れのいい音と、これにピーナッツの伸びのあるダイナミックな歌唱が加わった結果、恋に破れた悲しい歌詞の情景をズタズタに「破壊」してしまうまでに至った。
本曲を作曲したすぎやまこういちもこの功績を認め、すぎやまは作曲で得た印税の一部を宮川に分けた。通常、日本で編曲のみ手がけた場合は、契約で一定の報酬額しかもらえないため、このような事例は異例である。また作詞のなかにし礼はこの年、この作品の功績で1967年の日本レコード大賞作詞賞を受賞する。
ザ・ピーナッツ盤には英語バージョンも存在していた。これは2004年6月にキングレコードより発売されたザ・ピーナッツ レア・コレクションなどに収録されている。
ザ・ピーナッツ盤は1967年の『第18回NHK紅白歌合戦』でも歌われ、その映像はNHKにモノクロ映像が保管されており、特別番組でその部分が放送されたこともあった。
お笑いコンビ吉田たちの出囃子に使われている他、柏レイソルのレアンドロ・ドミンゲス選手のチャント（応援歌）としても使われていた。

## 収録曲
1. 恋のフーガ
  - 作詞：なかにし礼、作曲：すぎやまこういち、編曲：宮川泰
  - 演奏：レオン・サンフォニエット
2. 離れないで
  - 作詞：橋本淳、作曲：筒美京平、編曲：宮川泰

## 小柳ゆきバージョン
『恋のフーガ/会いたい』は日本の歌手小柳ゆきの15枚目のシングル。

### 収録曲
1. 恋のフーガ
  - 作詞：なかにし礼、作曲：すぎやまこういち、編曲：PCR
2. 会いたい
作詞：沢ちひろ　作曲：財津和夫
  - 沢田知可子のカバー
3. 愛が止まらない 〜Turn It Into Love〜
  - ヘイゼル・ディーン[注 2]のカバー。
4. J
  - 李仙姫のカバー
5. 恋のフーガ -Instrumental-
6. 会いたい -Instrumental-
7. 愛が止まらない 〜Turn It Into Love〜 -Instrumental-
8. J -Instrumental-

### 収録アルバム
恋のフーガ
- 『KOYANAGI the COVERS PRODUCT 2』
- 『MY ALL <YUKI KOYANAGI SINGLES 1999-2003>』
- 『THE BEST OF YUKI KOYANAGI ETERNITY 〜15th Anniversary〜』

会いたい
- 『KOYANAGI the COVERS PRODUCT 2』

愛が止まらない 〜Turn It Into Love〜
- 『KOYANAGI the COVERS PRODUCT 2』

J
- 『KOYANAGI the COVERS PRODUCT 2』

## W（ダブルユー）バージョン
W (ダブルユー)の4枚目のシングル。カップリング曲は同じくザ・ピーナッツの楽曲である「ふりむかないで」。ハロー!プロジェクトが発売したシングルA面曲の中で再生時間が最も短い。

### 収録曲
1. 恋のフーガ
作詞：なかにし礼　作曲：すぎやまこういち　編曲：馬飼野康二
2. ふりむかないで
作詞：岩谷時子　作曲：宮川泰　編曲：馬飼野康二・田中直
3. 恋のフーガ (Instrumental)

## その他のカヴァー
- 木の実ナナ（1967年10月28日公開の映画『クレージーの怪盗ジバコ』）

劇中で英語バージョンを歌唱。オリジナル版発売直後の、ほぼリアルタイムでのカヴァーとなった。
- キャンディーズ（1977年、アルバム『Candy Label』）
- The JG's（1987年、リミックスアルバム『D.C.レトロ』）
- GO!GO!7188（2000年、シングル『ジェットにんぢん』）
- ARAHIS（2006年、ミニアルバム『ARAHIS』）
- 松尾ヒロコ（2007年、アルバム『ノスタルジア~哀愁舞踏~』）
- 茉奈 佳奈（2009年、アルバム『ふたりうた』）
- 岩崎宏美・岩崎良美（2010年、岩崎宏美のアルバム『Dear Friends V』）
- 百田夏菜子・玉井詩織（ももいろクローバーZ）（2016年、トリビュートアルバム『ザ・ピーナッツ トリビュート・ソングス』に収録）[2]
- ハウス食品のCM 「追いかけて」の部分を「お湯かけて」に替えて歌われた。
- 1990年代に放映されていた大森屋のCM「しらすふりかけ」や2001年に放映された宝酒造「タカラ缶チューハイ白桃酒」のCM（藤原紀香らが出演）でもこの曲の替え歌が使われていた。
- 浅羽悠太（内山昂輝）& 浅羽祐希（木村良平）（2012年、君と僕。2 第6巻 Blu-ray＆DVD 完全生産限定版特典 キャラクターソングCD⑤）
- ザ・リリーズ（2014年、アルバム『リリーズ ザ・ピーナッツを歌う』）

## 近似曲
- オペラ『セビリアの理髪師』序曲 - ロッシーニ 1772年
- 老人と子供のポルカ -「出川哲朗の充電させてもらえませんか？ 」でほぼ毎週頻繁に引用されている曲。左卜全とひまわりキティーズが歌っているが、旋律が「恋のフーガ」とかなり近似する曲である。なお、作詞者と作曲者は「恋のフーガ」とは全く別人である。
- タンゴむりすんな! - 堀江美都子が歌う『あばれはっちゃく』のOP曲で、旋律が「恋のフーガ」とかなり近似する曲である。なお、作詞者と作曲者は「恋のフーガ」とは全く別人である。